# Karaçavuş, Kilis
Karaçavuş là một xã thuộc thành phố Kilis, tỉnh Kilis, Thổ Nhĩ Kỳ. Dân số thời điểm năm 2010 là 273 người.